# Montaud, Isère
Montaud är en kommun i departementet Isère i regionen Auvergne-Rhône-Alpes i sydöstra Frankrike. Kommunen ligger i kantonen Tullins som tillhör arrondissementet Grenoble. År 2022 hade Montaud 529 invånare.

## Befolkningsutveckling
Antalet invånare i kommunen Montaud
Referens:INSEE